# Under i september
Under i september är en roman av Klas Östergren utgiven 1994.
Handlingen utspelar sig i en by på Österlen under en varm helg i september. Den handlar om fotografen Brandy som har ett förhållande med en gift kvinna och väntar på ett tecken om att hans kärlek är värd det offer som krävs. Tillsammans med romanerna Ankare (1988) och Handelsmän och partisaner (1991) bildar den en trilogi.